# Coppa delle Nazioni U23 UCI 2016
La Coppa delle Nazioni U23 UCI 2016 fu la decima edizione della competizione organizzata dalla Unione Ciclistica Internazionale. Comprendeva nove prove riservate alle squadre nazionali, inclusi tre campionati continentali.

## Calendario
| Data         | Gara                                              | Vincitore                   | Vincitore (Nazioni) | Leader (Nazioni) |
| ------------ | ------------------------------------------------- | --------------------------- | ------------------- | ---------------- |
| 23 gennaio   | Campionati asiatici - Prova in linea Under-23     | Mehdi Rajabi                | Iran                | Iran             |
| 27 marzo     | Gand-Wevelgem/Kattekoers-Ieper                    | Mads Pedersen               | Danimarca           | Danimarca        |
| 9 aprile     | Giro delle Fiandre Under-23                       | David Per                   | Slovenia            | Slovenia         |
| 13 aprile    | La Côte Picarde                                   | annullata                   | annullata           | annullata        |
| 15-16 aprile | ZLM Tour                                          | Amund Grøndahl Jansen       | Norvegia            | Norvegia         |
| 21 maggio    | Campionati panamericani - Prova in linea Under-23 | José Luis Rodríguez Aguilar | Cile                | Norvegia         |
| 3-5 maggio   | Corsa della Pace Under-23                         | David Gaudu                 | Francia             | Norvegia         |
| 31 luglio    | Coppa dei Laghi - Trofeo Almar                    | Aleksandr Kulikovskij       | Russia              | Francia          |
| 20-27 agosto | Tour de l'Avenir                                  | David Gaudu                 | Francia             | Francia          |
| 16 settembre | Campionati europei - Prova in linea Under-23      | Aljaksandr Rabušėnka        | Bielorussia         | Francia          |

## Classifiche
Classifica finale.
| Pos. | Paese         | Punti |
| ---- | ------------- | ----- |
| 1    | Francia       | 134   |
| 2    | Norvegia      | 85    |
| 3    | Italia        | 85    |
| 4    | Gran Bretagna | 82    |
| 5    | Belgio        | 61    |
| 6    | Russia        | 53    |
| 7    | Stati Uniti   | 44    |
| 8    | Danimarca     | 40    |
| 9    | Slovenia      | 39    |
| 10   | Paesi Bassi   | 32    |